# James Pantemis
James Pantemis (Kirkland, 21 febbraio 1997) è un calciatore canadese, portiere del Portland Timbers.

## Carriera
Cresciuto nel settore giovanile del Montréal Impact, gioca le sue prime partite nella seconda serie statunitense con il FC Montréal. Successivamente viene convocato con la prima squadra nel 2018 per un match di coppa nazionale e l'anno successivo esordisce sempre in coppa partendo da titolare contro lo York Utd e poi ancora nella semifinale di andata contro il Cavalry.
Il 6 marzo 2020 viene girato in prestito al Valour, club canadese facente parte del nuovo campionato nazionale, il Canadian Premier League. Nel corso del prestito, durato poco meno di due mesi, il giovane portiere colleziona 7 presenze subendo nove reti. Tornato a Montréal, viene prima convocato per diverse partite e poi fatto esordire in MLS il 15 ottobre 2020 contro il N.E. Revolution, subendo tre reti. 
Il 5 gennaio 2024, dopo essere rimasto svincolato dal club canadese, viene tesserato dal Portland Timbers per due stagioni con opzione per un terzo anno.

### Nazionale
Nel giro della nazionale maggiore canadese dal 2017, Pantemis viene convocato per il campionato del mondo in Qatar.

## Statistiche

### Presenze e reti nei club
Statistiche aggiornate al 20 ottobre 2024.
| Stagione           | Squadra            | Campionato         | Campionato | Campionato | Coppe nazionali | Coppe nazionali | Coppe nazionali | Coppe continentali | Coppe continentali | Coppe continentali | Altre coppe | Altre coppe | Altre coppe | Totale | Totale |
| Stagione           | Squadra            | Comp               | Pres       | Reti       | Comp            | Pres            | Reti            | Comp               | Pres               | Reti               | Comp        | Pres        | Reti        | Pres   | Reti   |
| ------------------ | ------------------ | ------------------ | ---------- | ---------- | --------------- | --------------- | --------------- | ------------------ | ------------------ | ------------------ | ----------- | ----------- | ----------- | ------ | ------ |
| 2016               | FC Montréal        | USL                | 2          | -3         |                 | -               | -               |                    | -                  | -                  |             | -           | -           | 2      | -3     |
| 2018               | Montréal Impact    | MLS                | -          | -          | CC              | 0               | 0               |                    | -                  | -                  |             | -           | -           | 0      | 0      |
| 2019               | Montréal Impact    | MLS                | -          | -          | CC              | 2               | -1              |                    | -                  | -                  |             | -           | -           | 2      | -1     |
| ago.-set. 2020     | Valour             | CPL                | 7          | -9         | CC              | -               | -               |                    | -                  | -                  |             | -           | -           | 7      | -9     |
| set.-nov. 2020     | CF Montréal        | MLS                | 3          | -7         |                 | -               | -               |                    | -                  | -                  |             | -           | -           | 3      | -7     |
| 2021               | CF Montréal        | MLS                | 18         | -27        | CC              | 0               | 0               |                    | -                  | -                  |             | -           | -           | 18     | -27    |
| 2022               | CF Montréal        | MLS                | 13         | -15        | CC              | 2               | -4              | CCL                | 0                  | 0                  |             | -           | -           | 15     | -19    |
| 2023               | CF Montréal        | MLS                | 2          | -5         | CC              | 0               | 0               |                    | -                  | -                  | LC          | 0           | 0           | 2      | -5     |
| Totale CF Montréal | Totale CF Montréal | Totale CF Montréal | 36         | -54        |                 | 4               | -5              |                    | 0                  | 0                  |             | -           | -           | 40     | -59    |
| 2024               | Portland Timbers   | MLS                | 16         | -23        | USOC            | -               | -               |                    | -                  | -                  | LC          | 0           | 0           | 16     | -23    |
| Totale carriera    | Totale carriera    | Totale carriera    | 61         | -89        |                 | 4               | -5              |                    | 0                  | 0                  |             | -           | -           | 65     | -94    |

## Palmarès

### Club

#### Competizioni nazionali
- Canadian Championship: 2

CF Montréal: 2019, 2021